# Mouad Moutaoukil
Mouad Moutaoukil (nascido em 1997 na Fez) é um escritor Marroquino de língua francesa.

## Biografia
Mouad Moutaoukil nasceu na cidade marroquina de Fez em 17 de fevereiro de 1997. A paixão pela literatura surgiu desde cedo, começou a escrever contos e poemas desde os doze anos. Publicou seu primeiro livro, Nouvelles et Acrostiches, em 2012, e seu segundo livro Poésies d'un Ado, em 2013. O jovem escritor ganhou vários concursos literários, incluindo : Poésie en Liberté em 2012,  La Bataille des dix mots em 2014,  e a competição Kalahari Short Story em 2021. 
Além disso, participou na 56 Olimpíada Internacional de Matemática realizada em Chiang Mai em julho de 2015 como membro da seleção marroquina. Em 2017, o Ministério da Cultura marroquino o selecionou para representar Marrocos no Jeux de la Francophonie 2017 como um concorrente da literatura, que aconteceu em Abidja, Costa do Marfim. Em agosto de 2020, ele publicou a peça Les Trois Fresques, um convite para refletir sobre as liberdades individuais, desafiando tabus sobre sexualidade e DSTs. Em novembro de 2020, publicou Amours, uma coleção de contos em que questiona a pluralidade do amor.

## Livros
- 2016: Là, chez les Hommes (Edilivre)
- 2020: Les Trois Fresques (Edilivre)
- 2020: Amours (Orion)